# رحیم‌آباد (بوئین‌زهرا)
رحیم‌آباد (بوئین‌زهرا)، روستایی از توابع بخش مرکزی شهرستان بوئین‌زهرا در استان قزوین ایران است.

## جمعیت
این روستا در دهستان زهرای پایین قرار دارد و براساس سرشماری مرکز آمار ایران در سال ۱۳۸۵، جمعیت آن ۶۷۱ نفر (۱۵۰خانوار) بوده‌است.